# おやゆび姫 (1955年のテレビドラマ)
『おやゆび姫』（おやゆびひめ）は、1955年4月2日にKRテレビ（現・TBS）で放送された人形劇である。

## 概要
一部の資料では「放送枠・土曜08:30～09:30」と記載されている。また大山勝美著作の『こうして放送は、はじまった』では「1時間半の放送枠のスタジオ舞踊劇で、バレエ、音楽、絵、人形芝居をもりこんだ意欲作だった」と記載されている。明石一や千葉耕市のテレビドラマ初出演とされる。

## スタッフ
- 作・演出・脚本 - 並河亮

## 出演者
- 横山はるひ
- 金子亜矢子
- 志摩燎子
- 富永美沙子
- 細川けい子
- 明石一
- 石原良
- 泉大助
- 上田次郎
- 沖竜太
- 高山栄
- 千葉耕市
- 牧逸夫
- 湊俊一
- 山本一己
- 文学座
- こけし座
- 人形劇団プーク
- 横山はるひ舞踊団

## 放送時間
- 1955年4月2日土曜20:30～21:30